# Killing with a Smile
Killing with a Smile är debutalbumet från australiensiska metalcorebandet Parkway Drive som utgavs 2005.

## Låtlista
1. "Gimme A D" - 3:31
2. "Anasasis (Xenophontis)" - 3:31
3. "Pandora" - 3:58
4. "Romance Is Dead" - 5:18
5. "Guns For Show, Knives For A Pro" - 2:44
6. "Blackout" - 2:43
7. "Picture, Perfect, Pathetic" - 2:44
8. "It's Hard To Speak Without A Tounge" - 4:13
9. "Mutiny" - 3:16
10. "Smoke 'Em If Ya Got 'Em" - 3:40
11. "A Cold Day In Hell" - 4:00

## Bandmedlemmar
- Adam Dutkiewicz - producent
- Winston McCall - sång
- Luke Kilpatrik- gitarr
- Jeff Ling - gitarr
- Jia O'Connor - bas
- Ben Gordon - trummor